# Organizzazione X
L'Organizzazione X (in greco: Οργάνωσις Χ; comunemente indicato semplicemente come X ("Chi" in greco), mentre i membri venivano chiamati Chites (Χίτες) era un'organizzazione anticomunista militante di estrema destra fondata nel 1941 durante l'occupazione della Grecia da parte dell'Asse.
Inizialmente nacque come un'organizzazione di resistenza anti-Asse, successivamente cambiò il proprio spettro politico verso l'anticomunismo, collaborando con le autorità dell'Asse opponendosi all'Fronte di Liberazione Nazionale (EAM) e ai suoi affiliati.
In seguito alla liberazione della Grecia dal controllo dell'Asse, l'organizzazione ha condotto un ruolo attivo nella persecuzione dei comunisti e dei repubblicani durante il periodo del Terrore bianco e della guerra civile greca, in particolare la Dekemvriana.

## Fondazione e attività durante l'occupazione

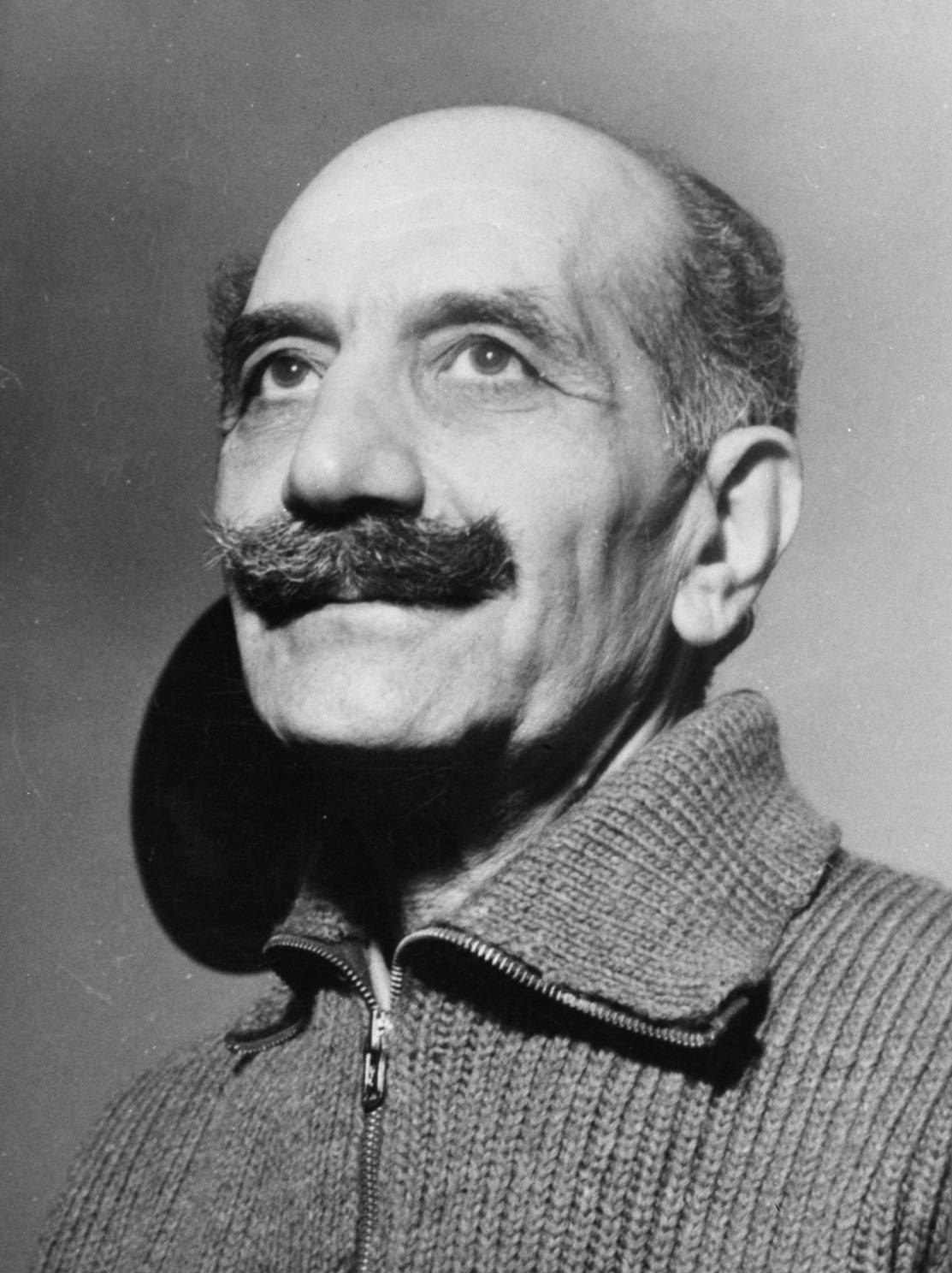
Georgios Grivas, leader dell'Organizzazione X

L'Organizzazione X fu fondata nel 1941 dal generale Georgios Lavdas affiancato da Georgios Grivas come suo capo di stato maggiore. Lavdas entrò presto in conflitto con altri membri del gruppo a causa della sua ideologia monarchica radicale, il quale lo portò a lasciare l'organizzazione insieme ad un piccolo gruppo di ufficiali per crearsi un'altra organizzazione di resistenza conosciuta con l'acronimo di E.E.  I membri che restarono in X riconobbero Grivas come loro nuovo leader. Le attività compiute dalla X ruotavano attorno alla raccolta di informazioni per la causa alleata, si trattavano di piccole azioni anti-tedesche e di trasporto di volontari nel Medio Oriente. Tuttavia, con la rapida ascesa del Fronte di Liberazione Nazionale pose scompiglio all'interno del movimento di resistenza greco, fu inevitabile una lotta politica tra X e EAM.
Dopo la resa dell'Italia, avvenuta con l'armistizio di Cassibile, agli Alleati nel settembre 1943, l'Organizzazione X iniziò ad acquistare armi dall'Asse, trasformandosi in un'organizzazione anti-comunista militante. A novembre 1943, l'Organizzazione X, il Rumelia-Avlona-Nisoi, il National Committee e il National Action insieme ad altre organizzazioni minori di resistenza di destra formarono la Coalizione di Liberazione Panellenica detta anche PAS (Panhellenic Liberation Coalition); con lo scopo di prevenire un'colpo di stato comunista entro i primi 20 giorni successivi alla fine dell'occupazione dell'Asse.
Ad agosto 1944, i membri di alcune organizzazioni collaborazioniste come la National Union of Greece e il Ellinika Tagmata Asphaleias iniziarono ad arruolarsi in massa nell'Organizzazione X e nell'Ethnikos Dimokratikos Ellinikos Syndesmos (EDES), al fine di evitare la persecuzione poiché la liberazione sembrava oramai imminente. Grivas concentrò i suoi sforzi nei quartieri ricchi di Atene ed espanse l'organizzazione tra i 2.000 e i 3.000 uomini nel 1944. In quel periodo, Grivas si riappropriò di alcune armi sequestrate dal Regime di Quisling. Prima della dipartita dei tedeschi, Grivas fece fortificare una base vicino all'antico tempio di Thēsêion. Verso la fine dell'occupazione, l'organizzazione ricevette armi e uniformi britanniche da Panagiotis Spiliotopoulos il rappresentante del Middle East Command ad Atene. L'X promulgò delle pattuglie armate dalla costa orientale dell'Attica fino al centro di Atene.

## Attività durante la Dekemvriana
Nelle settimane tra la dipartita dei tedeschi e gli eventi accaduti a dicembre 1944 (la Dekemvriana), l'Organizzazione X ha svolto un ruolo attivo nella campagna di provocazione degli ateniesi orchestrata dagli inglesi, secondo i membri dell'Ellinikós Laïkós Apeleftherotikós Stratós (ELAS). Tutto ciò ebbe luogo ad Atene il 12 ottobre 1944, il giorno in cui Atene stava celebrando la liberazione, quando una banda mista di EDES e X uccisero Theodoros Tsilikas, un membro della ELAS. Verso la fine di ottobre 1944, l'Organizzazione X di Thiseio, rafforzato dai battaglioni di sicurezza greci, fece un'incursione nella stazione metropolitana di Petralona e uccise 20 abitanti locali, tra cui un certo numero di gitani.
Il 3 dicembre 1944, ci fu una grande manifestazione di 250.000 persone disarmate, la polizia greca sotto il comando del comandante Angelos Evert, durante quel avvenimento ci furono tra i 22-28 morti e diverse centinaia di feriti tra i manifestanti. Il 4 dicembre, durante le prime ore mattutine, i riservisti dell'ELAS iniziarono le operazioni nell'area di Atene-Pireo, attaccando i Chites. Nella serata dello stesso giorno, una manifestazione pacifica da parte dei membri dell'EAM il quale organizzarono una veglia funebre per gli avvenimenti accaduti in quei giorni. Questa volta le forze governative non agirono, ma la processione fu attaccata dai Chites guidati da Grivas, ci furono oltre 100 morti. Tutto ciò portò alla Dekemvriana, in cui l'X sostenne le forze governative britanniche e greche.

## Attività durante il Terrore bianco
In conformità con l'accordo di Varkiza stipulato il 12 febbraio 1945, l'ELAS disarmò tutti i suoi uomini, lasciando i suoi sostenitori vulnerabili agli attacchi delle organizzazioni di destra, durante un periodo noto come il Terrore bianco. Il Terrore bianco fu condotto da un'alleanza informale di ufficiali dell'esercito, guardie nazionali, poliziotti, bande armate, organizzazioni politiche e persone provenienti da famiglie che hanno avuto vittime durante l'occupazione e la Dekemvriana, il quale cercano vendetta. La maggioranza era determinata ad organizzare un plebiscito truccato e vedere il ritorno della figura del re. Chiunque fosse considerato di sinistra, oppure che avesse sostenuto la resistenza comunista (ad esempio come EAM o ELAS) in qualsiasi modo fu sottoposto a percosse casuali, arresti ripetuti, torture, omicidi o stupri. Molti lasciarono i loro villaggi per essere più sicuri nelle grandi città o in montagna. La guerra civile sembrava ormai inevitabile.
L'Organizzazione X ha svolto un ruolo attivo durante il Terrore bianco, anche nelle settimane prima di Varkiza, i funzionari britannici si lamentavano della polizia riguardo al loro utilizzo di organizzazioni come la stessa X o EDES per effettuare arresti politici sotto mandati emessi da un magistrato in polizia che era un membro di X. Le autorità inglesi stimarono che tra i ranghi della X i numeri erano saliti fino ai 200.000 membri. Uno degli eventi più significativi che ha coinvolto l'X si verificò a gennaio 1946 quando 1000 Chites sotto la guida del bandito Manganas presero il controllo di Kalamata nel Peloponneso. Liberarono 32 prigionieri di destra e terrorizzarono la città durante la notte uccidendo 6 abitanti. Nel 1948, Manganas riprese l'attività di banditismo nella regione di Olympia. 
Nel 1945, ci furono diversi tentativi di coordinare la persecuzione della sinistra. Gran parte del coordinamento fu condotto dalla X, che da maggio 1945 inviò i suoi agenti nelle province per reclutare membri che sostenessero la loro causa, accettò inoltre l'affiliazione da numerose piccole organizzazioni. Le organizzazioni di destra locali truccarono il processo elettorale e compilarono liste di persone da arrestare in caso di un colpo di stato.
Mentre le elezioni generali si avvicinavano agli inizi del 1946, le attività e il ruolo della X diminuirono drasticamente. Il governo di Themistoklīs Sofoulīs chiuse gli uffici nazionali della X a gennaio, mentre il suo successore non permise a loro di riaprire. I membri dell'organizzazione formarono il "Partito di X" e presero parte alle elezioni del 1946, senza però eleggere alcun deputato. Nel 1946, l'Organizzazione X fu considerata una vergogna in quanto screditava il governo greco agli occhi internazionali.
Il 10 marzo 1950, l'Organizzazione X fu ufficialmente riconosciuta come un'Organizzazione Nazionale della Resistenza Interna con un decreto reale.